# Campeonato nacional de Estados Unidos 1909
Lista de los campeones del Campeonato nacional de Estados Unidos de 1909:

## Senior

### Individuales masculinos
William Larned vence a  William Clothier, 6–1, 6–2, 5–7, 1–6, 6–1

### Individuales femeninos
Hazel Hotchkiss Wightman vence a  Maud Barger-Wallach, 6–0, 6–1

### Dobles masculinos
Fred Alexander /  Harold Hackett vencen a  Maurice McLoughlin /  George Janes, 6–4, 6–4, 6–0

### Dobles femeninos
Hazel Hotchkiss Wightman /  Edith Rotch vencen a  Dorothy Green /  Lois Moyes, 6–1, 6–1

### Dobles mixto
Hazel Hotchkiss Wightman /  Wallace F. Johnson vencen a  Louise Hammond Raymond /  Raymond Little, 6–2, 6–0
| Predecesor: 1908                         | Campeonato nacional de Estados Unidos 1909 | Sucesor: 1910                           |
| Predecesor: Campeonato de Wimbledon 1909 | Grand Slam 1909                            | Sucesor: Campeonato de Australasia 1910 |

- Datos: Q2419104